# Alue Tampak
Alue Tampak is een bestuurslaag in het regentschap Aceh Barat van de provincie Atjeh, Indonesië. Alue Tampak telt 1120 inwoners (volkstelling 2010).